# La niña verde
La niña verde es la única novela completa del poeta y crítico anarquista inglés, Herbert Read. Escrita en 1934 y publicada, por primera vez, por Heinemann en 1935, la historia está basada en la leyenda del siglo XII, en la que dos niños verdes aparecen misteriosamente en el pueblo inglés de Woolpit, hablando un idioma aparentemente desconocido. Read describió la historia en su obra English Prose Style, publicada en 1931, como “la norma que todos los tipos de fantasía deberían cumplir”.
Las tres partes de la novela acaban con la supuesta muerte del protagonista de la historia, el presidente Olivero, dictador de la ficticia República Sudamericana de Roncador. En cada caso, la muerte de Olivero es una alegoría de su traducción a “un nivel de existencia más profundo”, lo que refleja el tema general del libro, que es la  búsqueda del sentido de la vida. El  interés de Read por la teoría psicoanalista es evidente a lo largo de la novela, la cual está definida como “un mito filosófico…en la tradición de Platón”.
La historia contiene muchos elementos autobiográficos, y el personaje de Olivero le debe mucho a las experiencias de Read como soldado en el ejército británico durante la Primera Guerra Mundial. 
La novela tuvo una acogida positiva, aunque algunos comentaristas la han calificado como “inescrutable”, y uno de ellos ha sugerido que ha sido interpretada de una forma tan diferente y vaga por aquellos que la han estudiado seriamente, que puede que carezca de la forma y el contenido que justifica la alabanza que ha recibido.

## Biografía y publicación
Ante todo crítico literario, poeta y defensor del arte moderno, Read escribió su única novela, La niña verde, en alrededor ocho semanas en 1934, la mayor parte de ella en la casa de verano, detrás de su vivienda en Hampstead, Londres. Hampstead era, por aquel entonces, “un nido de buenos artistas” que incluía a Henry Moore, Paul Nash, Ben Nicholson, y Barbara Hepworth. En aquel tiempo, Read estaba interesado en la idea de la composición inconsciente y las primeras 16 páginas del manuscrito, escritas en un papel distinto del resto, están consideradas por algunos críticos como el recuerdo de un sueño. Read afirmó en una carta dirigida al psicoanalista Carl Jung que la novela fue producto de la escritura automática.  Desde 2011, el manuscrito original se encuentra en posesión de la Biblioteca de la Universidad de Leeds; Read había sido estudiante de la Universidad.
Tras la Revolución rusa en 1917, Read se hizo partidario del comunismo, creyendo que ofrecía “la libertad social de mis ideales”. Sin embargo, por los años 30, su convicción empezó de tambalearse. Su ideología política se inclinaba, cada vez más, por el anarquismo, pero no fue hasta el estallido de la guerra civil española, en 1936, cuando Read se reafirmó en sus creencias anarquistas y las declaró abiertamente. La niña verde fue escrita, por lo tanto, en una época en la que las ideas filosóficas y políticas de Read estaban en constante cambio.
| "La fe cristiana podría haber soportado frutos más pobres que este sentido de inalcanzable gloria, presentado en el cerebro de un niño, en una granja de Yorkshire, cuarenta años atrás." Graham Greene |

Ha habido seis ediciones de la novela, la primera de Heinemann en 1935, a un precio de 7 chelines y seis peniques, el equivalente a unas 19 libras en 2011. Diez años más tarde se publicó una segunda edición, de Grey Walls Press, con ilustraciones de Felix Kelly. Una tercera edición, para la que el autor Graham Greene, un admirador del trabajo de Read, escribió una introducción centrándose en los elementos autobiográficos de la novela, fue publicada por Eyre & Spottiswoode, en 1947.
La primera edición estadounidense fue publicada en Nueva York por New Directions en 1948, con una introducción de Kenneth Rexroth. Penguin Books publicó la quinta edición en 1979, la cual incluía la introducción de Greene de 1947.La sexta edición, publicada por R. Clark, apareció en 1989 y fue reimpresa en 1995, ambas con la introducción de Greene.
Hay además una edición española en Duomo Ediciones, 2010.

## Resumen del argumento
La primera y la última parte de la historia se narran en tercera persona, sin embargo, la parte central está escrita en primera persona. La historia empieza en 1861 con la falsa muerte de Olivero, dictador de la república sudamericana de Roncador, quien ha fingido su propio asesinato. Este regresa a su Inglaterra natal, a la aldea que le vio nacer y crecer. La tarde de su llegada, Olivero se da cuenta de que el riachuelo que cruza la aldea parece fluir hacia atrás, y decide seguirlo corriente arriba para descubrir la causa.
El curso del río conduce a Olivero hasta un molino, donde a través de una ventana iluminada ve a una mujer atada a una silla, obligada por el molinero a beber la sangre de un cordero recién asesinado. Instintivamente, Olivero se lanza a la ventana abierta, su “salto a un mundo de fantasía”.  El molinero no ofrece resistencia al principio y permite a Olivero liberar a la mujer, a quien reconoce por el color de su piel como Sally, una de los dos niños verdes que misteriosamente habían llegado a la aldea el día en que él se marchó, hacía ya 30 años; Olivero también reconoce al molinero como Kneeshaw, un exalumno de la escuela local donde una vez había enseñado. Durante  el forcejeo entre los dos hombres, Kneeshaw se ahoga accidentalmente en el estanque del molino. A la mañana siguiente, Olivero y Sally continúan con la búsqueda de éste para encontrar el final del riachuelo, una charca en lo alto de la llanura situada encima de la aldea. Chapoteando en el agua, Sally empieza a descender hacia la arena plateada que cubre el fondo de la charca. Olivero se apresura hacia ella, y mano a mano se hunden bajo el agua de la charca.
La segunda parte del libro cuenta de nuevo los acontecimientos que tienen lugar desde que Olivero deja la aldea siendo un joven profesor hasta su regreso como expresidente. Empieza viajando a Londres, con la esperanza de conseguir trabajo como escritor, pero, después de tres años trabajando como contable en una sastrería, consigue un pasaje en barco que le lleva hasta Cádiz. Sin saber hablar el idioma y en posesión de un libro de Voltaire, es arrestado como supuesto revolucionario. Estando cautivo durante dos años, aprende español gracias a sus compañeros de prisión y decide viajar hasta una de las colonias americanas liberadas sobre las que había aprendido, donde existía la posibilidad de establecer un mundo nuevo “libre de la opresión y la injusticia del viejo mundo”.
Liberado en amnistía siguiendo la muerte del Rey Fernando VII de España, Olivero hace camino hasta Buenos Aires. Allí es confundido por un agente revolucionario y llevado ante el general Santos del Ejército de Roncador. Juntos, traman un complot para hacerse con la capital del país y asesinar a su dictador. El complot se lleva a cabo con éxito y "Don Olivero" se convierte en el líder de la Asamblea, proclamándose el nuevo dictador del país, posición que mantiene durante 25 años. Finalmente, se da cuenta de que su estilo de gobierno está conduciendo al país hacia el estancamiento y “moral flácida”; empieza a sentir nostalgia de la aldea inglesa donde creció, y  decide escapar. Esperando evitar toda suposición de que ha huido de Roncador, Olivero finge su propio asesinato.
La parte final del libro continúa con la historia a partir de cuando Olivero y Sally desaparecen bajo el agua. Se forma una gran burbuja a su alrededor que los trasporta al centro de la charca, ascendiendo a una gran gruta, desde donde empiezan a caminar por una serie de cavernas colindantes. Sally le cuenta a Olivero que éste es el país que ella y su hermano abandonaron hace 30 años. Pronto se encuentran con su gente, a quién Sally, más conocida como Siloēn, explica que hace muchos años se alejó de allí y se perdió, pero que ahora ha vuelto con otro que "también estaba perdido, y que ahora desea vivir con nosotros”. Olivero y Siloēn son acogidos en la comunidad, donde la vida está estructurada en torno a la progresión desde los escalones más bajos a los más altos: el primer escalón enseña los placeres de la juventud; en el segundo escalón se aprende el placer del trabajo manual; en el tercero la opinión y la argumentación; y finalmente, en el escalón más alto, se aprende el “placer más elevado” del pensamiento solitario.
Olivero se cansa rápidamente del primer escalón, y dejando atrás a Siloēn, pasa al segundo, donde aprende a cortar y a abrillantar cristales, los objetos más sagrados de este mundo subterráneo. Finalmente, se le permite subir al escalón más elevado de todos, “la última etapa de la vida”. Ahí, le enseñan  “los principios básicos del universo”, en el cual solo existe el Orden y el Desorden.  “El Orden es la masa que llena el espacio sobre ellos… el Desorden es espacio vacío”. El Desorden está causado por los sentidos, que “estando confinados al cuerpo… crean la ilusión de individualidad“. Olivero selecciona una gruta solitaria en la cual pasar lo que le queda de vida, contemplando la “belleza  natural absoluta” de los cristales que acepta de los cortadores de este material. Le llevan comida y agua regularmente, y se prepara para la tarea de preparar su cuerpo para la “perfección de la muerte”, a la cual recibirá con un “entusiasmo peculiar” cuando llegue.Al retirar el cuerpo de Olivero de la gruta, los presentes se encuentran con otro grupo que lleva el de Siloēn, que murió a la vez que Olivero.  Entierran a la pareja en un pesebre de piedra, para que “formen parte de la misma armonía de cristal”, como es costumbre cuando muere alguien de la Gente Verde.

## Género y estilo
Richard Wasson, catedrático de inglés, afirma que “La niña verde” es un desafío de la clasificación, complicada por la división en tres partes que se relaciona arbitrariamente. La primera parte de la novela adopta el estilo de un cuento de hadas gótico del siglo XIX. La “fluida y aparentemente sólida mano” con la cual se escribe acentúa la noción de que se ha escrito en una misma sesión, seguido de un descanso antes de empezar la segunda parte. La segunda parte está escrita como una “aventura política convencional”, en la cual Olivero cuenta en pasado la historia de su ascenso al poder como dictador de Roncador. La última parte de la novela sigue la narrativa desde donde se dejó en primera instancia, en el mundo fantástico y subterráneo de la Gente Verde. Se diferencia tanto la primera parte de las que siguen, que algunos críticos las consideran obras completamente separadas, o “la 'verdadera' novela”.
La aventura de Olivero en el mundo subterráneo está escrita como una inversa al Mito de la caverna de Platón, descrita en su obra La República. En el Mito de la caverna, los prisioneros que se encuentran confinados en una cueva están condenados a observar un muro blanco, únicamente con un fuego en su parte posterior, que refleja las sombras de lo que es real; el filósofo, por otra parte, es alguien liberado de esa misma cueva, y que puede observar la realidad que producen aquellas sombras. Read le da la vuelta a esta idea en su cabeza; cuando Siloēn dejó el mundo subterráneo, dejó también a las formas eternas de Platón, y Olivero tiene que seguirla a su cueva para descubrir la esencia divina de las cosas.
En las últimas páginas del libro, en las que Olivero se prepara para la muerte y la petrificación, Read describe los últimos pensamientos de Olivero de una forma adaptada al Fedón de Platón, pero en casi un espejo de la imagen. Sócrates, cuyas ideas sobre el más allá describía Platón, argumentó que la muerte era el hogar ideal del alma, pero Olivero anhela que su cuerpo esté libre de los tormentos del alma, para formar parte de la solidez cristalina del universo. Olivero se refiere a la vida, no a la muerte, como el destructor, "ya que [la vida] altera la armonía de la materia inorgánica”. La sugerencia de Sócrates, hacia el final del Fedón, de que nuestro mundo no es sino uno de tantos, cada uno en un hueco de la tierra conectados entre sí por ríos subterráneos, es una imagen sorprendentemente similar a la tierra subterránea del pueblo verde que Read describe.
Read, sin embargo, estuvo "casi seguro" influenciado en su descripción del mundo de los Verdes por la novela utópica de Guillermo Enrique Hudson de 1887 A Crystal Age, una historia en la que las personas se esfuerzan por "vivir por encima de su propia mortalidad".

## Temas
La novela se centra en “una búsqueda dialéctica acerca del sentido de la vida, una búsqueda que implica el retorno al origen de la vida”. El énfasis de la gente verde por lograr “una unión literal con la materia del universo” mediante la petrificación de los cuerpos de sus muertos, aunque esto ha provocado el “rechazo” en algunos lectores, es un vehículo que le permite al autor parodiar la "tradicional noción occidental religiosa del alma que aspira a subir a través del aire hacia un paraíso vaporoso".
El manuscrito fue originalmente titulado “Inland Far”, pero en algún momento, tal vez durante el intervalo de tiempo entre la escritura de la primera parte y las subsiguientes, Read lo cambió por “la niña verde”, lo que sugiere que el enfoque de la novela pasó de ser la búsqueda de Olivero para centrarse en el nacimiento del río de la historia de la propia niña verde. El título original hacía alusión a la Oda a la inmortalidad de William Wordsworth, la cual describe el ”paisaje luminoso" de la infancia que proyecta su hechizo sobre la vida posterior.
Read estaba interesado en el psicoanálisis, y utilizó teoría psicoanalítica en su trabajo, tanto de Freud como de Jung, aunque “más como mecanismo que como una clave de sentido”.
La búsqueda de Olivero para encontrar el nacimiento del río ha sido descrita como "viaje alegórico a través de un paisaje de la mente", moviéndolo "a partir de los límites del preconsciente al centro del Ello”. Para Olivero, Kneeshaw, el molinero, representa "el instinto del mal destructivo que se esconde debajo de las convenciones de la sociedad civilizada", la identidad freudiana; mientras que Olivero representa el ego. Treinta años antes, Olivero le había enseñado a Kneeshaw en la escuela local, donde había visto al niño romper deliberadamente el motor de un modelo de tren que Olivero había traído a la escuela, sobrecargando su mecanismo de relojería. Incapaz de comprender semejante destrucción intencionada, y ya frustrado por la falta de oportunidades que ofrece la vida en el pueblo, Olivero partió al día siguiente. "Cuando la primavera se quebró, algo se rompió en mi mente”. El enfrentamiento de Olivero con Kneeshaw muestra el simbolismo psicoanalítico de Jung, al igual que el carácter de Siloēn, "el arquetipo del ánima, o" alma "de Jung, particularmente en su función de intermediario entre el consciente y el  inconsciente."  Kneeshaw representa “la sombra, el lado oscuro de la naturaleza del hombre, la parte primitiva, animal de la personalidad que se encuentran en el inconsciente personal” Jung creía que la única manera de hacer frente a la sombra era admitirla, no reprimirlo como Olivero había hecho treinta años antes de salir del pueblo.

## Elementos autobiográficos

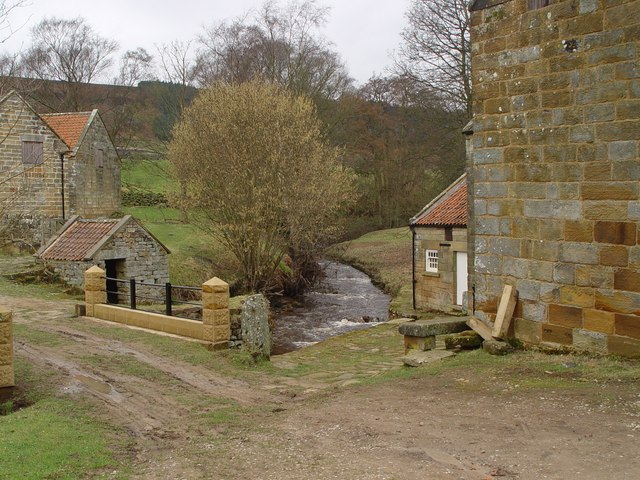
El molino Bransdale en Hodge Beck, la inspiración del río que sigue Olivero cuesta arriba hasta su nacimiento.

Durante la Primera Guerra Mundial, Read sirvió a los Green Howards, luchando en las trincheras de Francia.
Fue galardonado con la Cruz Militar (MC), ascendió al rango de teniente, y se convirtió en alguien obsesivamente decidido a no traicionar a sus propios hombres por culpa de la cobardía.
El desarrollo de la novela del "héroe claramente autobiográfico" de Olivero, le debe mucho a las experiencias de Read durante la guerra y el "firme dominio de sí mismo" que le inculcaron. La ironía de Olivero al derrocar a un dictador sólo para convertirse él mismo en uno, tal vez concuerde con la visión expresada por Read a mediados de la década de 1930: "Desde ciertos puntos de vista, por tanto, puedo dar la bienvenida a la idea de estado totalitario, ya sea en su forma fascista o comunista. No tengo miedo al estado totalitario como hecho económico, una máquina económica para facilitar la compleja tarea de vivir en una comunidad.”
Read nació cerca de la pequeña ciudad mercantil de Yorkshire,en Kirbymoorside, a la que regresó en 1949. Uno de sus paseos favoritos era a lo largo del curso del río Hodge Beck, la inspiración para el río que seguía Olivero. El Hodge Beck también llevaba a un molino, que Read llamó su "ermita espiritual". Los cristales tallados por los trabajadores en la segunda repisa del mundo subterráneo de la gente verde, y los contemplados por los sabios en la repisa más alta de todas, simbolizan ideas que Read tenía acerca de la relación del arte con la naturaleza. Él creía que la forma física era el "principio fundamental del universo... la realidad última en un cosmos completamente material. Por lo tanto, es la calidad de las formas recurrentes lo que hace posible toda la belleza y el valor".

## Recepción de la crítica
En palabras del historiador David Goodway, la notable carrera de Read y su formidable producción ha generado una literatura biográfica y crítica sorprendentemente limitada”. Richard Wasson ha comentado que “La niña verde ”, aunque juzgada favorablemente por los pocos críticos y estudiosos que le dan un estudio serio... es tan vaga y tan diversamente interpretada que parecería faltarle tanto la forma como el contenido, lo cual justifica tales elogios". El crítico Richard E. Brown, escribió en 1990, que consideraba la obra como “un intento importante de uno de los críticos ingleses del siglo XX más influyentes, al integrar sus pensamientos de gran alcance en una interpretación compleja de la experiencia ", pero añadió que dividía a los comentaristas, pareciéndoles a algunos “fascinante, pero inescrutable”. Al revisar la primera edición estadounidense en 1948, el profesor de inglés Robert Gorham Davis, comentó que la novela "desconcertó a algunos críticos ingleses cuando llegó en 1935", pero que estaba "perfectamente imaginada y perfectamente escrita".
Una revisión publicada en el periódico The Times, poco después de la publicación del libro, lo describió como un "encantador cuento filosófico", y el artista y poeta Bob Barker ha alabado la novela como "notable por su todavía fresco estilo intenso". El crítico Orville Prescott, escribió en el periódico The New York Times, a pesar de admitir que la novela estaba "muy bien escrita" y que era "un triunfo de la mistificación delicada y sugerente"; sin embargo, llegó a la conclusión de que la historia era "ridícula" y "vejatoria". Terminó su crítica con las palabras: "Uno siente constantemente que brillantes  verdades están a punto de ser reveladas, que hay algo importante, algo significativo oculto en estas páginas, pero nunca se pone de manifiesto, mientras que los ridículos detalles siguen estando notablemente a la vista”. 
Prescott fue tan crítico solo con el prólogo de Rexroth en la primera edición estadounidense, describiéndola como una "introducción pretenciosa de densidad poco común". En el diario The Independent en 1993, poco después del centenario del nacimiento de Read, el crítico Geoffrey Wheatcroft comentó que puede que Read no hubiese sido un gran novelista, pero que “La niña verde” es el tipo de libro para escribir, si sólo se va a dejar una novela detrás: singular, extraña, completamente original".